# Cadillacul lui Dolan (film)
Cadillacul lui Dolan (titlu original: Dolan's Cadillac) este un film american din 2009 regizat de Jeff Beesley. Rolurile principale au fost interpretate de actorii  Christian Slater ca Dolan, Wes Bentley ca Robinson și Emmanuelle Vaugier ca soția lui Robinson.
Este bazat pe o povestire omonimă de Stephen King.

## Distribuție
- Wes Bentley - Tom Robinson
- Christian Slater - Jimmy Dolan
- Emmanuelle Vaugier - Elizabeth Robinson
- Greg Bryk - Chief
- Aidan Devine - Roman
- Al Sapienza - Fletcher
- Karen LeBlanc - Delta
- Cory Generoux - Pedro
- Vivian Ng - Jun Li
- Patrick Bird - Jose
- Eugene Clark - Tink
- Max Keene - Danny
- Robert Benz - Sheriff Bob
- Timothy Allen - Marshall
- Amy Matysio - Amy
- Tony Munch - Blocker
- Darla Biccum - Reba

## Producție
Filmările au avut loc în Regina, Saskatchewan și Moose Jaw. Cântăreața de muzică J-pop, Crystal Kay, a interpretat tema filmului, "Hold On".

## Lansare
A fost lansat direct-pe-video la 6 aprilie 2010. A apărut pe discuri DVD și Blu-ray.